# Rudno (Malopolské vojvodství)
Rudno je vesnice ve gmině Krzeszowice v okrese Krakov v Malopolském vojvodství západně od Krakova v Polsku. V roce 2010 měla 745 obyvatel.

## Infrastruktura
- škola
- sbor dobrovolných hasičů
- Sál Království Svědků Jehovových

## Pamětihodnosti
- Hrad Tenczyn

## Galerie

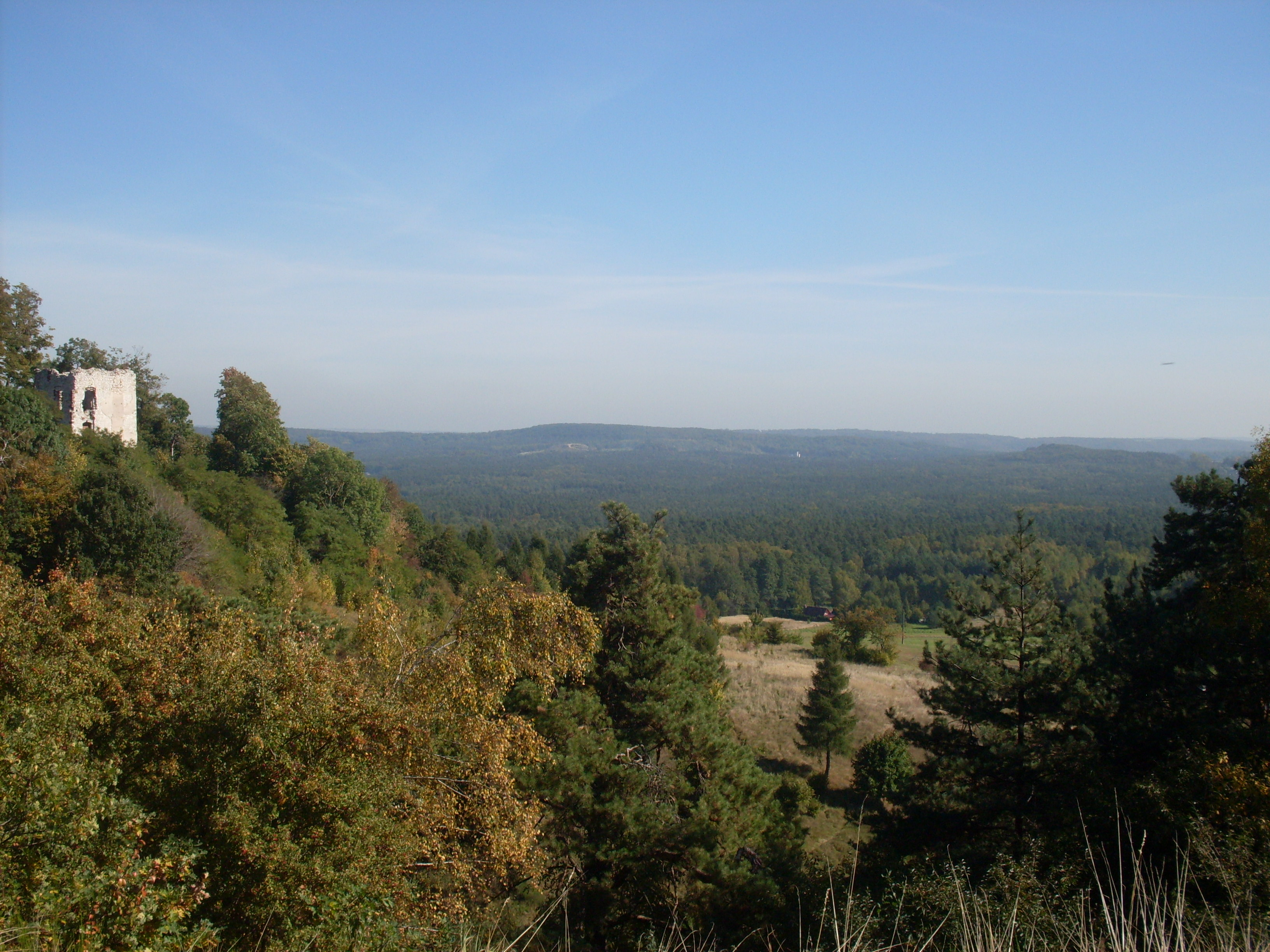
Pohled z hradu na les Zwierzyniec
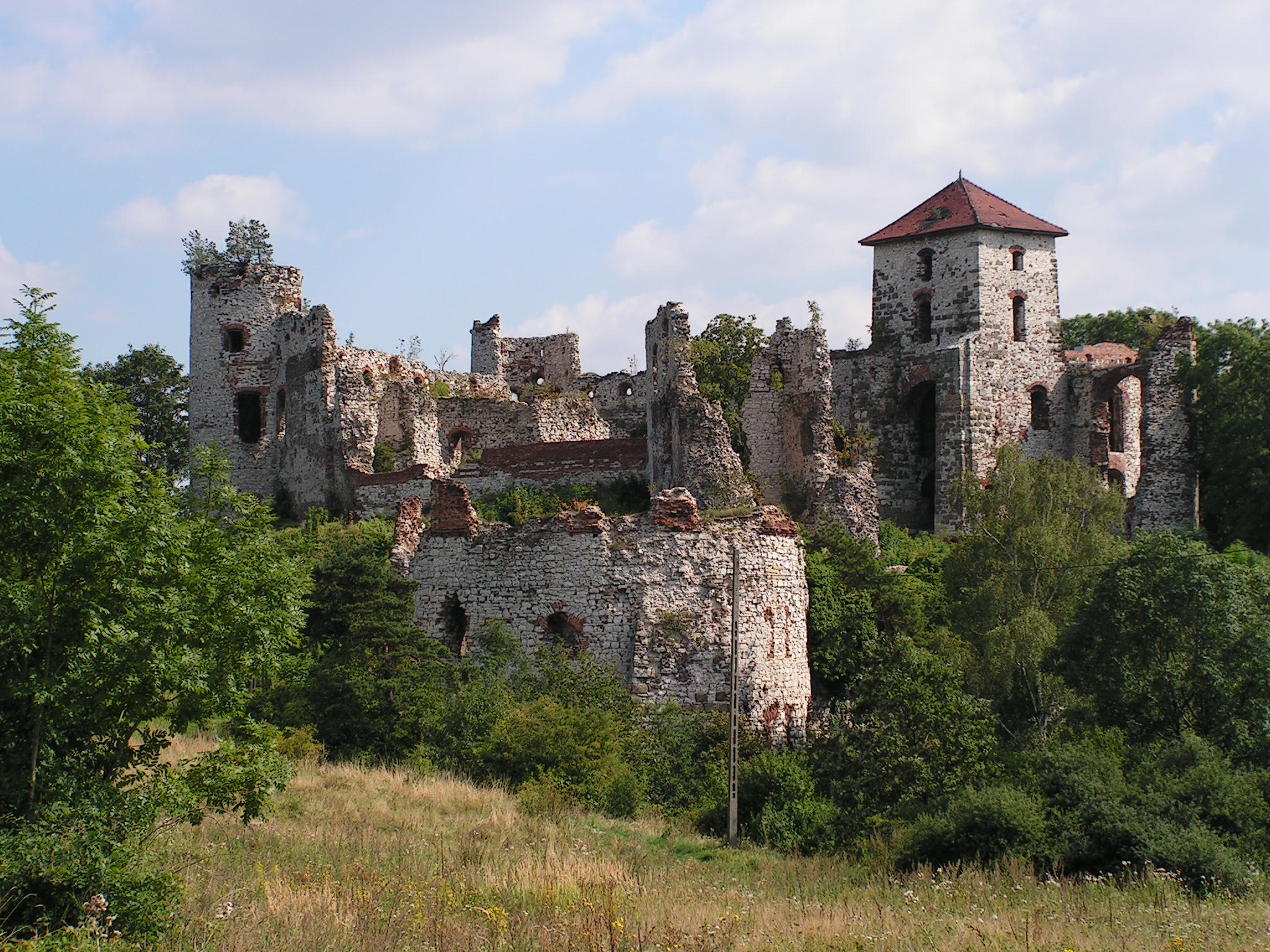
Hrad Tenczyn
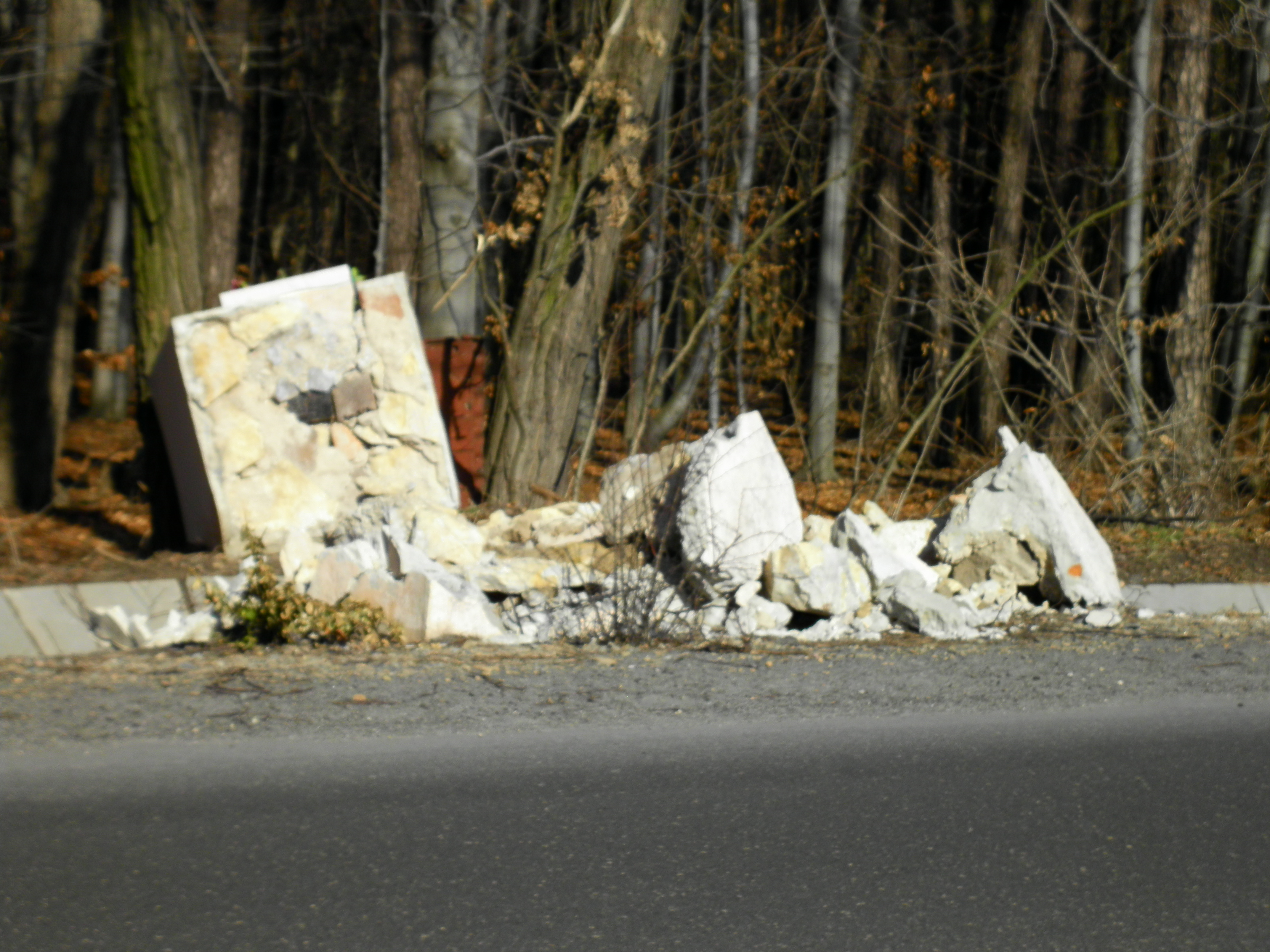
Ruiny kapličky v obci
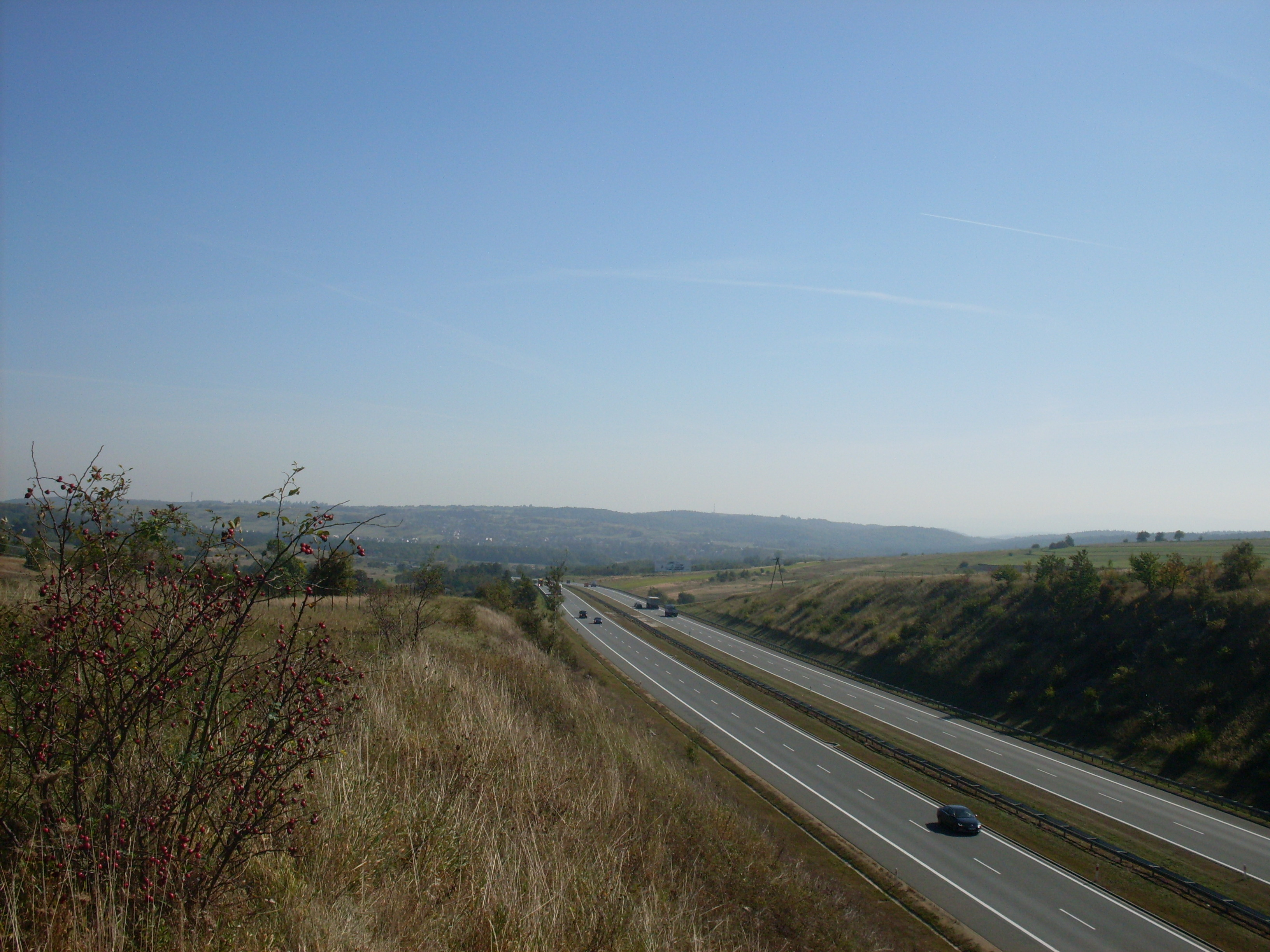
Dálnice A-4